# 鹿島 (練習巡洋艦)
鹿島（かしま）は、日本海軍の練習巡洋艦。香取型練習巡洋艦の2番艦。艦名は茨城県の鹿島神宮に由来する。
ここでは、戦後海上自衛隊公称鹿島1号となった搭載内火艇についても説明する。

## 概要
日本海軍は士官候補生の遠洋航海に旧式となった装甲巡洋艦磐手、出雲等を用いていたが、機関は石炭燃焼であり、さらに昭和に入り艦の老朽化が目立って来た。そこで新たに練習巡洋艦2隻の予算が昭和13年度(1938年)に成立した。これが後の練習巡洋艦香取と鹿島である。仮称艦名は「第73号艦」、鹿島と命名され、1940年(昭和15年)5月31日三菱重工業横浜船渠で竣工した。
同型艦香取と共に日本海軍で最後となる昭和15年度の練習艦隊を編成、
昭和16年度(1941年)は第4艦隊旗艦兼第18戦隊旗艦となり、サイパン・トラックを基地に南洋方面の警備に当たった。
太平洋戦争開戦時は第4艦隊旗艦であり、開戦後は主にトラックから作戦支援を行った。
1943年(昭和18年)12月1日呉練習戦隊に編入され、翌1944年(昭和19年)中は海軍兵学校生徒の乗艦実習などを行った。
その間に沖縄や台湾などへの緊急輸送を4回(または6回)実行する。
1945年(昭和20年)1月1日に第102戦隊を編制し、
船団護衛や対潜掃討に従事、
無傷で終戦を迎えた。
戦後、復員輸送に従事の後に解体された。

## 艦型の変遷

### 竣工時
竣工時の艦型は香取型練習巡洋艦#艦型を参照のこと。
鹿島の場合、固定バラストは576トン搭載(計画587トン)、軽荷補填状態での液体バラストは141トン(計画140トン)とした。
竣工時(1940年5月31日)に舷外電路は装備していない。
(なお香椎は竣工(1941年7月)時より舷外電路を装備している。)

### 1941年
艦橋トップ後方(前部マスト直前)にあった方位測定用のアンテナは前部マストと煙突の間に移動した(香椎は竣工時より移動済み)。
昭和16年度(1941年)の第18戦隊(天龍・龍田と編制)旗艦(1番艦)の時は煙突に白線1本が巻かれていた。

### 大戦時
鹿島は1942年7月から8月に呉海軍工廠で整備を行ったが、
その時の公式図(完成図)が残されている。竣工時の艦型と比較すると以下の相違がある。
- 5cm礼砲2門を撤去、2門を天測甲板へ移動し、25mm連装機銃2基を増備[6]、機銃・礼砲は竣工時の香椎と同じになっている[40]。
- 後部の上甲板両舷に爆雷投下台2基ずつ、計4基を装備[6]。1942年2月、香椎に出された爆雷兵装新設の訓令には仮装備とあり、戦争中だけの装備を予定していた[25]。なお、爆雷投下軌道は描かれていない[6][注釈 4]。
- 羅針艦橋には防弾板が装備される[6]。
- 艦橋トップにある4.5m測距儀の後方に兵員待機所が新設される[6]。
- 搭載艇は12m内火艇2隻、12m内火ランチ3隻、9mカッター2隻になる(6m通船は描かれていない)[6]。
- 舷外電路は公式図に描かれていない[6]。ただし香取・香椎ともに1941年には装備済みであり[41][38]、鹿島も装備の可能性がある。

### 対潜掃討艦
鹿島は1945年1月1日に海防艦と第102戦隊を編制、
1月21日まで呉海軍工廠で修理、整備が行われ、
対潜掃討艦への改装が行われた。
「あ号作戦後の兵装増備の状況調査」によると1945年2月時点の兵装は以下とされる。
- 50口径14cm連装砲 2基4門
- 40口径12.7cm連装高角砲 3基6門
- 25mm3連装機銃4基、同連装4基、同単装18挺
- 片舷爆雷投射機(装填台共)4基、爆雷投下軌道2条
- 22号電探1基、13号電探1基(共に前部マスト上)
- 哨信儀2組
- 探照灯2基
- 射出機1基

搭載爆雷は100個とされるが、AS1作戦(1945年)の時には配下海防艦への供給分を含めて爆雷300個を搭載している
また1945年時には三式探信儀が装備されていた。
水測兵器は最終時で水中聴音機2基、探信儀2基を装備、その他逆探2基も装備していた。

### 特別輸送艦
終戦後、特別輸送艦となったときは、兵装(22号電探はそのまま)・射出機を撤去、後甲板などに便乗者用の仮設構造物を設けた。
舷側には船首楼後部付近に日の丸、船体中央には艦名の「KASHIMA」と記入されていた。

## 艦歴
香取型練習巡洋艦2番艦は1938年（昭和13年）10月6日、横浜で起工された。1939年（昭和14年）3月31日、鹿島の艦名が与えられた。9月25日に進水、1940年（昭和15年）5月31日に竣工し、鍋島俊策大佐が初代艦長となった。
6月1日、鹿島は香取と共に練習艦隊に編入された。8月7日、鹿島と香取は昭和15年度の遠洋航海（司令官清水光美中将：兵学校68期生、機関学校49期生、主計学校29期生）に出発、江田島〜舞鶴 〜野辺地〜大湊〜鎮海 〜大連・旅順〜上海を歴訪する。しかし情勢の変化により9月20日に前期航海のみで中止が決定、これが帝国海軍最後の遠洋航海となった。

### 第四艦隊旗艦（太平洋戦争開戦前）
11月15日附の艦隊改編で第四艦隊（司令官高須四郎中将）は拡充され、新造艦で士官居住区等の充実した香取型の鹿島は第四艦隊旗艦となった。第十八戦隊（鹿島、軽巡天龍、龍田）に所属し、鹿島は同戦隊の旗艦も兼ねた。
1941年（昭和16年）2月上旬、高知沖で行われた大規模演習に参加。2月3日、鹿島は仮想敵（陸奥型戦艦）として戦艦比叡の砲撃目標になるが、比叡は潜水母艦大鯨を鹿島と錯覚して射撃目標にしていた。2月から4月、第四艦隊と共に南洋で行動した。
5月25日、高須中将と高松宮軍令部員が乗艦した鹿島は横須賀を出港して内南洋へ向かった。5月30日、空母龍驤、駆逐艦帆風と行動。6月1日にマーシャル諸島エニウェトク環礁に到着した。それ以降、第四艦隊各艦と共に南洋で行動した。
7月22日、第四艦隊の鹿島、軽巡夕張、駆逐艦朝凪を除く各艦は内地に戻り、整備に従事した。8月11日、高須中将は第一艦隊司令長官へ転出し、後任の第四艦隊司令長官は海軍航空本部部長だった井上成美中将となった。10月中旬から下旬にかけて、第四艦隊各艦はトラック泊地に集結した。
11月18日、対米開戦について日本本土での協議に参加した井上中将ら第四艦隊司令部はサイパン停泊中の鹿島に帰艦し、鹿島は20日トラック泊地へ戻った。12月1日、第四艦隊司令部が独立し、鹿島は第十八戦隊を離れて単独旗艦となった。

### 第四艦隊旗艦（開戦後）
鹿島は1943年（昭和18年）11月まで第四艦隊旗艦を務め、第四艦隊司令長官は鹿島艦上から南洋部隊・内南洋部隊の重要な作戦を指揮した。ただ開戦直前に単独旗艦に変更されたのは、兵装と速力（計画18ノット）の不足から、僚艦と行動しない後方からの作戦支援による運用を前提としていた。このため鹿島が前線で重要な海戦に参加する機会はなかった（艦隊編制は第四艦隊（三代目）参照）。
鹿島は太平洋戦争開戦をトラック泊地で迎え、井上中将が中部太平洋・南太平洋の作戦を統括する「南洋部隊」の指揮を執った。開戦時の南洋部隊は第四艦隊のほか第六戦隊（重巡青葉、加古、 衣笠、古鷹）、駆逐艦朧、第23駆逐隊（菊月、卯月、夕月）も指揮下にあった。開戦後、南洋部隊は ギルバート諸島を占領し、ウェーク島を攻略 (ウェーク島の戦い)。1942年（昭和17年）1月には第一航空艦隊と協力してラバウルを占領したが、鹿島は待機が続いた。
2月20日、空母レキシントンを基幹とする米機動部隊（第11任務部隊）がラバウル攻撃のためラバウル東方沖に進出した。井上中将は航空兵力に攻撃を命じ、水上攻撃のため鹿島、敷設艦沖島、第六戦隊、第十八戦隊（天龍、龍田）でトラック泊地を出撃した。21日、第六水雷戦隊（夕張）と第23駆逐隊が合流し、第六戦隊、第十八戦隊と合わせて支援部隊を編制した。22日には空母祥鳳、帆風も合流した。だが米機動部隊が20日に航空隊の攻撃を受け撤退していたため（ニューギニア沖海戦）、鹿島は戦闘を行わずトラック泊地に戻った。
5月1日、鹿島はポートモレスビー攻略作戦に備えてトラック泊地を出発。ラバウルに移動し、井上中将がラバウルに在泊する鹿島から攻略作戦を指揮した。しかし珊瑚海海戦で菊月と祥鳳が沈没、翔鶴が損傷し、作戦の延期が決まったため、鹿島は5月16日にトラック泊地に戻った。6月下旬、南洋部隊はガダルカナル島で飛行場の建設を開始した。
7月、ミッドウェー海戦後の艦隊再編制で誕生した第八艦隊が、南太平洋のパプアニューギニア、ソロモン諸島方面の重要な作戦を担当することになった。このため第四艦隊から第十八戦隊、第30駆逐隊、敷設艦津軽等が第八艦隊の指揮下に移り、第八艦隊に第六戦隊も加わって「外南洋部隊」が編制された。第四艦隊は中部太平洋を管轄する「内南洋部隊」となり、旗艦鹿島、日本と中部太平洋を結ぶ航路の安全を確保する 第二海上護衛隊の他は、根拠地隊を中心とする艦隊編制に縮小された（第四艦隊（三代目）参照）。その結果、鹿島は直後に激戦となるソロモン諸島の戦いの前戦から外れた。
その後、呉に戻って機銃増設等の改修工事を行い、9月にトラック泊地に戻った。
11月17日、新任の第四艦隊司令長官鮫島具重中将は「鹿島」と駆逐艦「夕凪」、「朝凪」を率いてトラックから巡視に出発。クェゼリン、ルオット、イミエジ、ヤルートと訪れ、「朝凪」をヤルートに残して12月2日にトラックに戻った。
その後は待機が続いた。
1943年4月、駆逐艦初風に護衛されて内地へ向かい修理を受けた。5月、空母冲鷹、雲鷹、駆逐艦海風、潮、測量艦筑紫と共にトラックに戻った。8月、駆逐艦涼月に護衛されてクェゼリン環礁に移動、根拠地を移した。11月にトラック泊地に戻り、10日附で第四艦隊旗艦を軽巡長良に譲った。
11月18日、潜水母艦長鯨、特設巡洋艦護国丸、駆逐艦若月と共にトラック泊地を離れ、駆逐艦山雲が護衛した。11月19日、山雲は米潜水艦スカルピンを撃沈し、トラック泊地に戻った。
11月25日、鹿島は呉に到着した。米軍は11月21日にギルバート諸島に上陸を開始し、中部太平洋で本格的な反抗を始めた（ギルバート・マーシャル諸島の戦い）が、鹿島はその直前にトラック泊地を離れた。

### 練習戦隊、輸送任務
12月1日、鹿島は新編の呉練習戦隊に装甲巡洋艦磐手、八雲と共に編入し、以降は主に内海で海軍兵学校生徒らの乗艦実習などを担当した。しかし戦局が悪化し、1944年７月以降はしばしば練習戦隊を離れ、連合艦隊司令長官の指揮下で沖縄や台湾への輸送任務に従事した。
鹿島は12月から1月にかけ、整備と修理、乗員の訓練などを行った。12月31日、練習戦隊に香椎が編入した。
1944年（昭和19年）1月16日、修理を終えた鹿島は磐手、八雲と共に乗艦実習を開始した。2月26日、機密呉鎮守府命令第42号(詳細不明)を受けた。3月22日、兵学校卒業式で皇族乗艦のために香椎と共に江田内に在泊。この日は磐手、八雲、2月20日に編入した装甲巡洋艦出雲も江田内にあり、呉練習戦隊の5隻がそろった。その後、6月まで修理や海軍兵学校生徒の乗艦実習などに従事した。
7月11日、沖縄方面への輸送作戦「ろ号作戦」部隊に編入された。作戦は第十一水雷戦隊（司令官：高間完少将）の指揮下で長良、重巡摩耶、鹿島、駆逐艦清霜、竹、朝雲、浦風、冬月が参加し、出撃時に主隊（長良、摩耶、鹿島）と警戒隊（冬月、清霜、竹、朝雲、浦風）が編制された。鹿島は7月17日に沖縄に到着、輸送を成功させた。8月、再び沖縄方面への輸送任務に就いた。7月から実務練習で鹿島乗艦の新任海軍少尉は、ろ号作戦時に離艦したが、8月の輸送任務では乗艦した。9月17日から連合艦隊司令長官の指揮下に入り、台湾方面への輸送任務のため9月に基隆、10月に高雄に向かった。11月から12月は海軍兵学校生徒や海軍砲術学校練習生の乗艦実習を行うと共に、呉で訓練整備、補給を行った。

### 船団護衛、対潜掃討任務
1945年（昭和20年）1月1日、船団護衛のため第一護衛艦隊に第102戦隊（司令官浜田浄少将）が編制され、旗艦鹿島、海防艦6隻（屋代、御蔵、2号、33号、34号、35号）が編入した。対潜攻撃力を増強する改修工事を施した後、2月、海防艦第14号、第16号、第46号と共にモタ36船団（めるぼるん丸、日昌丸）を上海まで護衛した。
22日から3月12日までAS1作戦(対潜掃討作戦、北緯32度線以南の中国沿岸）の指揮を執った。3月13日から17日までは台湾海峡北部から揚子江口までの対潜掃討作戦(AS2作戦)が、また19日から対馬海峡から黄海南部までの対潜掃討作戦(AS3作戦)が行われた。
5月は朝鮮半島沿岸での対潜掃討に従事した。5月19日に巨済島沖で貨物船大進丸と衝突し、鹿島は艦首を小破、鎮海で応急修理に入った。7月、102戦隊を外れて舞鶴に入港し、修理を完了させた後、北陸から東北にかけての北部日本海の対潜・掃海作戦を指揮するため海防艦高根、鵜来、竹生と共に七尾湾に移動。8月、終戦を迎えた。
8月22日呉に寄港した。10月5日帝国軍艦籍を除籍され、復員輸送艦となった。10月23日には第4艦隊所属時に管轄したヤルート島を再訪、第62警備隊911人を収容するなど、12回に渡る復員輸送で活躍した。1946年（昭和21年）11月26日から翌1947年（昭和22年）6月15日にかけて川南工業香焼島造船所で解体された。

## 公称鹿島1号
鹿島が解体された後、鹿島に搭載されていた内火艇1隻が1948年に海上保安庁に移管されて掃海船となる。
1952年8月1日、同艇は海上警備隊（後の海上自衛隊）に移管され、雑船内火艇公称鹿島1号と改名される。
同年12月28日、鹿島1号は雑船となり、交通船1011号と改名される。
1956年10月1日、交通船1011号は解役され、解体された。

## 略歴
- 1938年10月6日 三菱重工業横浜船渠において起工[9]
- 1939年3月31日 「鹿島 （カシマ）」と命名[4]
  - 9月25日 進水[9]。横浜船渠に鹿島艤装員事務所を設置[139]
- 1940年5月31日 竣工[9]。鹿島艤装員事務所を撤去[140]
  - 6月1日 香取と2隻で練習艦隊を編成[29]
  - 8月31日 大連発中支方面戦地戦務へ
  - 9月8日 寺島水道帰着
  - 9月20日 特別役務艦となる
  - 11月15日 第4艦隊旗艦兼第18戦隊旗艦となる[30]
- 1941年2月5日 南洋諸島に向け須崎発
  - 4月13日 呉着
  - 5月25日 横須賀発
  - 6月1日 エニウェトク環礁着
  - 11月18日 サイパン発
  - 11月20日 トラック着
  - 12月1日 第18戦隊から外れ、第4艦隊旗艦専任となる
- 1942年2月20日 米機動部隊邀撃のためトラック発
  - 2月23日　トラック着。以降、待機[141][142]
  - 5月1日17時 トラック発[143]
  - 5月4日7時30分 ラバウル着[143]
  - 5月13日 朝凪と共にラバウル発[143]
  - 5月16日 カビエン経由でトラック着[143][144]
  - 7月19日 トラック発[145][146]
  - 7月26日 呉着[146][147]。8月26日まで修理
  - 9月3日 トラック着[65][93]。以降、待機[146][148]
  - 11月下旬 海軍陸戦隊輸送のためトラック発[149]
  - 12月2日 トラック着
- 1943年4月8日トラック発
  - 4月16日 呉着[150]
  - 5月21日　呉発、横須賀へ移動[100]
  - 5月24日 横須賀発[99]
  - 5月29日 トラック着[100]
  - 8月下旬 クェゼリン環礁に移動。以降、待機[151][152]
  - 11月5日 クェゼリン環礁発[102]
  - 11月8日 トラック着[102]
  - 11月10日 第四艦隊から外れる
  - 11月18日朝 トラック発[103]
  - 11月25日 呉着[107]
  - 12月1日 呉練習戦隊に編入[32]
  - 12月16日 入渠(21日まで)[109]
- 1944年1月6日 入渠(12日まで)[153]
  - 2月1日 江田内着[154]
  - 2月5日 呉着[154]
  - 2月13日 乗艦実習(3月4日まで) [155][156]
  - 3月22日 兵学校卒業生を乗せ江田内発[113][157]
  - 3月23日 大阪着[113]
  - 3月25日 呉着[113]
  - 4月15日 海上護衛総司令部部隊に編入[158]
  - 4月25日 呉練習戦隊に編入[159]
  - 5月15日 呉海軍工廠第3船渠で修理(26日まで)[160][115]
  - 7月8日 旗艦を出雲に変更[161]
  - 7月15日 ろ号作戦。摩耶など8隻で中津湾発[162]
  - 7月17日 中城湾着[120]
  - 7月19日 沖縄発。長良、冬月、清霜、竹が同行[163]
  - 7月20日 瀬戸内海西部着[164][165]
  - 7月28日 沖縄方面への輸送作戦発令[166]
  - 8月2日 呉発[167][168]
  - 8月3日 佐世保着[169]
  - 8月29日 作戦任務終了[170]
  - 9月1日 呉着[171]
  - 9月3日 兵学校最上級生徒の乗艦実習(18日まで)[172]
  - 9月12日 旗艦を出雲から鹿島に変更[124]
  - 9月18日 旗艦を鹿島から出雲に変更[124]
  - 9月20日 第43駆逐隊と共に鹿児島着[173]
  - 10月1日 呉着[174]
  - 10月12日 特別任務命令[175][176]、呉発
  - 10月14日 駆逐艦梅・桃と寺島水道発、鹿児島着[177]
  - 10月19日 鹿児島発。夕月、卯月が護衛[178]
  - 10月22日 高雄着[126]
  - 10月23日 高雄発。夕月と卯月は26日佐世保に帰港[178]
  - 10月28日17時 呉着[179]
- 1945年1月1日 第102戦隊を編制[34]
  - 1月21日 呉で修理終了[42]
  - 1月24日  佐伯を基地に対潜訓練(2月1日まで)[180][181][182]
  - 2月2日 呉着。整備、作戦準備を実施[131]
  - 2月13日午前6時[183] (または午前4時[184]) 船団護衛のため六連発[181]
  - 2月16日 上海沖着、護衛終了[131]
  - 2月17日 上海入港[131]
  - 2月21日 定海に碇泊(28日まで)[181]
  - 3月 定海、泗礁山で海防艦への補給と碇泊訓練実施[185]
  - 3月12日 上海で整備補給(16日まで）[185]
  - 5月19日 鎮海発。対馬海峡で貨物船と衝突、鎮海に入港し修理
  - 7月3日 舞鶴護衛部隊に編入[186]
  - 7月4日 釜山発[186]
  - 7月6日 舞鶴着、修理[186]
  - 7月15日 第1護衛艦隊北方面護衛部隊に編入[187]
  - 7月22日 修理完了、舞鶴発[136]
  - 7月23日 七尾北湾着[136]
  - 7月25日 能登島・牧山陸岸に係留[188]
  - 10月5日 除籍[10]
  - 12月1日 呉地方復員局所管の特別輸送艦に指定される[189]
- 1946年11月22日 シンガポールからの第12次復員輸送を終えて佐世保入港
  - 11月26日 特別輸送艦の指定を解かれる[190]
- 1947年6月15日 解体完了[11]

## 歴代艦長
艤装員長
1. （兼）宮里秀徳 大佐：1939年9月25日（香取艤装員長）[191] - 11月1日[192]
2. （兼）市岡寿 大佐：1939年11月1日 （香取艤装員長)[192] - 3月10日 [193]
3. 鍋島俊策 大佐：1940年3月10日[193] - 5月31日[47]

艦長
1. 鍋島俊策 大佐：1940年5月31日[47] - 11月1日[194]
2. 武田勇 大佐：1940年11月1日[194] - 1941年9月1日[195]
3. 千田金二 大佐：1941年9月1日[195] - 1942年9月7日[196]
4. 高田栄 大佐：1942年9月7日[196] - 1943年7月1日 [197]
5. 林彙邇 大佐：1943年7月1日[197] - 10月21日[198]
6. 梶原季義 大佐：1943年10月21日[198] - 12月3日[199]
7. （兼）長井満 大佐：1943年12月3日[199]（隼鷹艦長） - 12月9日[200]
8. 山澄忠三郎 大佐：1943年12月9日[200] - 5月15日[201]
9. 高馬正義 大佐：1944年5月15日[201] - 8月13日[202]
10. 平岡義方 大佐：1944年8月13日[202] - 1945年4月28日[203]
11. 高橋長十郎 大佐：1945年4月28日[203] - 9月27日[204]
12. 井浦祥二郎 大佐：1945年9月27日[204] - 10月2日[205]
13. 横田稔 大佐/第二復員官/第二復員事務官/復員事務官：1945年10月2日[205] - 1946年11月26日[206]

## 同型艦
- 香取 - 香椎 - 橿原(建造中止)